# Sergio Carmona
Sergio Carmona Pérez (* 25. Juli 2004 in Madrid) ist ein spanischer Fußballspieler.

## Karriere
Sergio Carmona erlernte das Fußballspielen in den Jugendmannschaften von AD Alcorcón und CD Toledo. Als Jugendspieler wurde er in der Saison 2022/23 siebenmal in der ersten Mannschaft des CD Toledo eingesetzt. Der Verein aus Toledo spielte in der vierten Liga, der Segunda Federación. Seinen ersten Vertrag unterschrieb er im August 2023 beim AD Unión Adarve. Hier stand er bis März 2024 unter Vertrag. Anfang April 2024 zog es ihn nach Singapur. Hier unterschrieb er einen Vertrag beim Erstligisten Lion City Sailors. Sein Erstligadebüt gab Carmona am 18. Juni 2024 (4. Spieltag) im Auswärtsspiel gegen den Brunei DPMM FC. Bei dem 2:0-Auswärtserfolg wurde er in der 85. Minute für Hariss Harun eingewechselt. Am Ende der Saison feierte er mit den Sailors den Meistertitel. Am 18. Mai 2025 bestritt er mit den Sailors das Finale der AFC Champions League Two. Hier musste man sich im heimischen Bishan Stadium den Sharjah FC mit 1:2 geschlagen geben. Am 31. Mai 2025 stand er mit den Sailors im Finale des Singapore Cup. Hier konnte man sich gegen die Tampines Rovers mit 1:0 durchsetzen.

## Erfolge
Lion City Sailors
- Singapurischer Meister: 2024/25
- Singapurischer Pokalsieger: 2025
- AFC Champions League Two: 2024/25 (Finalist)